# Kumli
Kumli (en rus: Кумли) és un poble de la república del Daguestan, a Rússia. Segons el cens del 2022 tenia 498 habitants.